# Roda de Ter
Roda de Ter (en catalán y oficialmente, Roda de Ter) es un municipio español de la comarca de Osona, provincia de Barcelona. 
Está situado en la parte más baja de la comarca de Osona, junto al río Ter. Es un municipio eminentemente industrial, en el que ha destacado desde antiguo la industria textil que en su origen aprovechó la fuerza hidráulica como energía motriz.
Es, después de San Hipólito de Voltregá, el municipio más pequeño de la comarca y se halla rodeado casi en su totalidad por el de Masías de Roda, excepto en un pequeño tramo al SO. en que limita con el de Gurb.

## Historia
La población tuvo su origen en el poblado ibérico de La Esquerda (perteneciente al municipio de Masías de Roda) que fue abandonado a principios del siglo XIV. Sus habitantes se asentaron en un nuevo núcleo, en uno de los extremos del puente sobre el río Ter.

## Demografía
Roda de Ter cuenta con una población de 6900 habitantes (INE 2024).
| Gráfica de evolución demográfica de Roda de Ter entre 1842 y 2021 |
| |
| Población de derecho según los censos de población del INE. Población de hecho según los censos de población del INE.En estos censos se denominaba Roda: 1842, 1857, 1860, 1877, 1887, 1897, 1900, 1910, 1920 y 1930. En estos censos se denominaba Roda del Ter: 1940 y 1950. |

| 1900 | 1930 | 1950 | 1970 | 1981 | 1986 | 2006 | 2012 |
| ---- | ---- | ---- | ---- | ---- | ---- | ---- | ---- |
| 2287 | 2903 | 3208 | 4155 | 4562 | 4702 | 5535 | 6172 |

## Bandera
La bandera de Roda de Ter es apaisada de proporciones dos de alto por tres de largo, azul, con una rueda dentada blanca, de diámetro 1/12, centrada al lado del asta, una franja estrecha horizontal blanca, de 1/20, separa la franja inferior amarilla, de proporciones mitad que la azul.

## Administración y política
| Periodo   | Nombre                   | Partido |
| --------- | ------------------------ | ------- |
| 1979-1983 | Lluís Aguilar            | CiU     |
| 1983-1987 | Francesc X. Ventura Calm | JiP     |
| 1987-1991 | Francesc X. Ventura Calm | PMO     |
| 1991-1995 | Francesc X. Ventura Calm | IPMO    |
| 1995-1999 | Francesc X. Ventura Calm | CiU     |
| 1999-2003 | Francesc X. Ventura Calm |         |
| 2007-2011 | Antoni Llach Vidal       |         |
| 2011-2015 | Jordi Serra Macià        | ERC     |
| 2015-2019 | Albert Serra Vergara     | IPR     |
| 2019-2023 | Albert Serra Vergara     | IPR     |
| 2023-act. | Antoni Mas Febrer        | ERC     |

## Lugares de interés
- La Blava